# Rice W. Means
Rice W. Means (St. Joseph, 1877. november 16. – Denver, 1949. január 30.) az Amerikai Egyesült Államok szenátora (Colorado, 1924–1927).